# Julián Acuña Galé
Julián Acuña Galé, född den 27 februari 1900 i Camagüey, död den 24 juli 1973 i Mexico City, var en kubansk botanist.
Acuña var chef för jordbruksförsöksstationen i Santiago de Las Vegas. Hans forskning koncentrerades på fytopatologi och på introduktion av nya förbättrade sorter av livsmedels- och foderväxter, medan hans fältarbete innebar ett flertal samlingar herbarium, bland dessa många nya arter som han beskrev eller som blev namngivna efter honom.
Auktorsnamnet Acuña kan användas för Julián Acuña Galé i samband med ett vetenskapligt namn inom botaniken; se Wikipediaartiklar som länkar till auktorsnamnet.